# 挂账总账
挂账总账（city ledger）是酒店会计的一类账目, 大都是應收帳款（除了预存帐，属于應付賬款）。与之相对的是即时帐（transient ledger）或称前台帐（front-office ledger）、客人帐（guest ledger），是酒店登记客户的應收帳款。
挂账应收款总账是公司客户利用酒店的会议设施、招待公司高级人物的住宿等。不必每笔业务结算，而是累积在公司客户的挂账应收款总账上，定期发送账单给公司客户支付结算。
另一种情形是客户使用传统信用卡结帐。酒店的应收款累积在发卡机构的挂账应收款总账上。 
使用预存帐（advance deposit）的客户，如办理了预存现金的会用卡，则客户与酒店之间形成了應付賬款的挂账总账。